# Europaparlamentets utskott för transport och turism
Europaparlamentets utskott för transport och turism (engelska: Committee on Transport and Tourism, TRAN) är ett av Europaparlamentets 20 ständiga utskott för att bereda ärenden i parlamentet. 
Utskottets nuvarande ordförande, vald den 10 juli 2019, är den franska Europaparlamentsledamoten Karima Delli (G/EFA).

## Presidium
| Namn                 | Funktion i utskottet | Land      | Grupp | Bild |
| -------------------- | -------------------- | --------- | ----- | ---- |
| Karima Delli         | Ordförande           | Frankrike | G/EFA |      |
| Johan Danielsson     | Viceordförande       | Sverige   | S&D   |      |
| Sven Schulze         | Viceordförande       | Tyskland  | EPP   |      |
| István Ujhelyi       | Viceordförande       | Ungern    | S&D   |      |
| Jan-Christoph Oetjen | Viceordförande       | Tyskland  | RE    |      |